# Lijst van burgemeesters van Moerkapelle
Dit is een lijst van burgemeesters van de voormalige Nederlandse gemeente Moerkapelle. Op 1 januari 1991 fuseerde die gemeente met Zevenhuizen tot de gemeente Moerhuizen (in 1993 hernoemd in 'gemeente Zevenhuizen-Moerkapelle'). Vanaf 2010 maakt Zevenhuizen-Moerkapelle deel uit van de in dat jaar gevormde gemeente Zuidplas.  
| Ambtsperiode | Naam burgemeester                           | Partij of stroming | Bijzonderheden                                                                                                   |
| ------------ | ------------------------------------------- | ------------------ | --- |
| 1811 - 1836  | Jacob van Waning                            |                    | In deze periode tevens maire, schout en burgemeester van Bleiswijk                                               |
| 1836 - 1843  | Jacob Isaac van Waning                      |                    | tevens burgemeester van Bleiswijk; zoon van zijn voorganger                                                      |
| 1844 - 1845  | Willem Hendrik Vogel                        |                    | tevens burgemeester van Bleiswijk                                                                                |
| 1845 - 1868  | Franciscus Johannes Tollens                 |                    | tevens burgemeester van Bleiswijk                                                                                |
| 1869 - 1892  | Pieter Cornelis Stoop                       | Liberale Unie      | tevens burgemeester van Bleiswijk (1869-1892) en van Zevenhuizen (1874-1892); eerder burgemeester van Benthuizen |
| 1893 - 1897  | Jan Gijsbert Martinus van Griethuijsen      |                    | tevens burgemeester van Bleiswijk, later burgemeester van Oegstgeest en Voorhout                                 |
| 1897 - 1906  | Hendrik Jacob Herman Modderman jr.          |                    | tevens burgemeester van Bleiswijk, later burgemeester van Naaldwijk                                              |
| 1906 - 1937  | Arie Verheul Az.                            |                    | tevens burgemeester van Benthuizen (1903-1937)                                                                   |
| 1937 - 1941  | J.A.S. Holland                              |                    | tevens burgemeester van Benthuizen                                                                               |
| 1942 - 1944  | Jan Tollenaar                               | NSB                | tevens burgemeester van Benthuizen                                                                               |
| 1944         | W.A. Scharwächter                           | NSB                | tevens burgemeester van Benthuizen                                                                               |
| 1945         | J.C.W. van Dijk                             | NSB                | waarnemend, tevens burgemeester van Benthuizen en burgemeester van Zoetermeer                                    |
| 1946 - 1964  | Jacob Johannes Steenbakker Morilyon Loijsen |                    | tevens burgemeester van Benthuizen                                                                               |
| 1965 - 1978  | Iz (I.J.P.) Keijzer                         | VVD                | tevens burgemeester van Benthuizen                                                                               |
| 1978 - 1991  | A.W. Lips                                   | CHU / CDA          | later burgemeester van Zevenhuizen-Moerkapelle                                                                   |